# Chemin des Capelles
Ne doit pas être confondu avec Chemin des Chapelles.
Le chemin des Capelles (en occitan : camin de las Capèlas) est une voie de Toulouse, chef-lieu de la région Occitanie, dans le Midi de la France.

## Situation et accès

### Description
Le chemin des Capelles est une voie publique. Il est situé dans le quartier de Lardenne.
Il naît dans le prolongement du chemin Salinié. Il suit un itinéraire presque rectiligne, orienté au nord-est, entre la gare de Lardenne (anciennement gare des Capelles) et la route de Bayonne. Cet itinéraire correspond à une partie de l'ancien chemin vicinal no 43 qui de Tournefeuille, en passant par les chemins du Ferro-Lèbres, Salinié, des Capelles et de la Flambère, rejoignait l'avenue des Arènes-Romaines en direction de Blagnac.
La chaussée compte une voie de circulation automobile dans chaque sens. Il n'existe pas d'aménagement cyclable.

### Voies rencontrées
Le chemin des Capelles rencontre les voies suivantes, dans l'ordre des numéros croissants (« g » indique que la rue se situe à gauche, « d » à droite) :
1. Chemin Salinié
2. Chemin Teynier (d)
3. Rue Aymé-Kunc (d)
4. Chemin Baluffet (d)
5. Rue de Maubec (d)
6. Route de Bayonne

### Transports
Le chemin des Capelles est parcouru par la ligne 46 des bus de Toulouse. Il est également desservi, à son extrémité sud, par la station Lardenne de la ligne Arènes-Colomiers du train urbain.

## Odonymie
Le chemin tient son nom d'un domaine que possédaient, à la fin du XVIIIe siècle, les chapelains (capelan, « chapelain, prêtre, curé » en occitan) de la Daurade, situé en bordure du chemin.

## Patrimoine et lieux d'intérêts

### École nationale vétérinaire

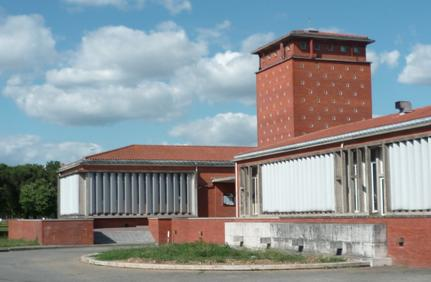
La bibliothèque de l'école nationale vétérinaire.

L'école nationale vétérinaire de Toulouse (ENVT) est l'une des quatre écoles vétérinaires françaises. C'est un établissement d'enseignement et de recherche, placé sous la tutelle du ministère de l'Agriculture, de l'Agroalimentaire et de la Forêt, et un centre hospitalo-universitaire vétérinaire ouvert au public. Fondée en 1825, l'école s'installe en 1832 dans de vastes bâtiments qui s'élève dans le faubourg de Marengo, face aux allées Jean-Jaurès, à proximité du canal du Midi (emplacement de l'actuelle Arche Marengo, no 1 allée Jacques-Chaban-Delmas). En 1953, le conseil municipal décide le déplacement de l'école : son choix se porte sur l'architecte Noël Le Maresquier et acquiert en 1958 le domaine du château de Marmande qui appartient à un industriel toulousain, M. Chouvel. 
Les travaux sont menés entre 1961 et 1964 mais interrompus prématurément avant l'achèvement du projet complet. Noël Le Maresquier, associé à Paul de Noyers, conçoit l'école comme un campus universitaire. Les bâtiments sont construits en briques pleines associées à des éléments de béton. 
L'entrée principale (actuel no 23) ouvre sur la cour d'honneur, au centre de laquelle se dresse la sculpture en bronze d'un cheval blessé œuvre d'Emmanuel Frémiet en 1852 : les yeux bandés, le percheron a la patte postérieure enserrée par des attelles. La cour est bordée à l'est par le pavillon de la conciergerie. Il est relié par une galerie couverte au pavillon de l'administration, au sud de la cour. C'est le peintre-verrier Henri Guérin qui réalise la verrière du hall en 1962. À l'ouest s'élève le bâtiment des amphithéâtres, qui comprend cinq amphithéâtres et une bibliothèque. Le pavillon d'habitation du personnel est situé un peu en retrait. Au sud s'élèvent plusieurs pavillons d'enseignement et de recherche. Ils sont reliés par des portiques couverts aux pavillons de travaux pratiques. 
L'entrée no 1, au sud, donne accès à une cour autour de laquelle se répartissent les pavillons de consultation, de chirurgie et de pharmacie générale. En retrait se trouvent deux bâtiments, l'un pour les chiens et chats, l'autre pour les chevaux et les bovins. L'entrée no 3, au nord, dessert la cité des élèves, le restaurant universitaire et le centre équestre. Elle donne d'abord accès au bâtiment du restaurant, à la cuisine et aux résidences étudiantes. Un jardin botanique est implanté entre les pavillons administratifs, les amphithéâtres et la résidence universitaire.

### École de la Croix-Rouge
Le château de Marmande est occupé par l'école de la Croix-Rouge française, devenue l'Institut régional de formation sanitaire et sociale (IRFSS). En 1706, il est cédé à Jean de Castel, un riche marchand toulousain, qui fait construire le château sur les bases de l'ancienne maison. Après la Révolution française, l'ensemble est confisqué comme bien national puis vendu. En 1914, il passe à l'industriel Alfred Chouvel. Le château conserve alors son activité agricole et possède des vergers, des vignes et des prés pour l'élevage bovin. En 1970, le château est vendu à la Croix Rouge, qui y établit son siège local et y installe une école d'infirmières et d'assistantes sociales. Les bâtiments de l'école et du centre d'hébergement sont construits entre 1974 et 1985.

### Maisons
- no  4 : villa Alix (deuxième moitié du XIXe siècle)[5].
- no  34 : villa Béatrice (deuxième quart du XXe siècle).
- no  80 : ferme toulousaine (deuxième moitié du XIXe siècle)[6].
- no  84 : ferme toulousaine (deuxième moitié du XIXe siècle)[7].
- no  90 : ferme toulousaine (deuxième moitié du XIXe siècle)[8].
- no  100 : ferme toulousaine (deuxième moitié du XIXe siècle)[9].
- no  114 : maison (deuxième quart du XXe siècle).

### Œuvre publique
- croix de carrefour : une croix de carrefour se dresse à l'angle de la rue de Maubec.